# Seznam članov italijanske ustavodajne skupščine
Seznam članov italijanske ustavodajne skupščine je urejen po političnih strankah.

## Avtonomisti (Partito Autonomista)
- Cianca Alberto
- Bordon Giulio
- Calamandrei Piero
- Codignola Tristano
- Foa Vittorio
- Lombardi Riccardo
- Lussu Emilio
- Mastino Pietro
- Schiavetti Fernando
- Valiani Leo

## Narodni blok za svobodo (Blocco Nazionale della Libertà)
- Bencivenga Roberto
- Marinaro Francesco
- Benedettini Luigi Filippo (od 12.9.1946)
- Buonocore Giuseppe
- Caroleo Francesco
- Cicerone Vincenzo
- Colonna Di Paliano Carlo
- Condorelli Orazio
- Lucifero D'Aprigliano Roberto
- Selvaggi Vincenzo

## Italijanska komunistična partija (Partito Comunista Italiano)
- Longo Luigi
- Togliatti Palmiro
- Grieco Ruggero
- Scoccimarro Mauro
- Terracini Umberto
- Gallico Spano Nadia
- Iotti Leonilde (Nilde Iotti)
- Minio Enrico
- Allegato Luigi
- Amendola Giorgio
- Maffi Fabrizio
- Rossi Maria Maddalena
- Alberganti Giuseppe
- Assennato Mario
- Baldassari Gino
- Bardini Vittorio
- Bargagna Italo
- Barontini Anelito
- Barontini Ilio
- Bei Ciufoli Adele (od 17.7.1946)
- Bernamonti Dante
- Bianchi Bruno (od 17.7.1946)
- Bibolotti Aladino
- Bitossi Renato
- Boldrini Arrigo
- Bolognesi Severino
- Bosi Ilio
- Bucci Quinto
- Caprani Aldo (do 11.8.1947)
- Cavallari Vincenzo
- Cavallotti Alberto Mario
- Cerreti Giulio
- Chiarini Gaetano (od 11.9.1947)
- Colombi Arturo
- Corassori Alfeo (do 11.9.1946)
- Corbi Bruno (od 17.7.1946)
- Cremaschi Olindo (od 12.9.1946)
- D'Agata Antonino (do 26.2.1947)
- D'Amico Michele
- D'Onofrio Edoardo
- De Filpo Luigi (od 18.7.1946)
- Di Vittorio Giuseppe
- Dozza Giuseppe
- Fantuzzi Silvio
- Farina Giovanni
- Farini Carlo
- Fedeli Armando
- Ferrari Giacomo
- Fiore Umberto (od 6.3.1947)
- Flecchia Vittorio
- Gallico Spano Nadia
- Gavina Cesare
- Gervasi Galliano
- Ghidetti Vittorio
- Giolitti Antonio
- Gorreri Dante
- Gullo Fausto
- Imperiale Giuseppe
- La Rocca Vincenzo
- Laconi Renzo
- Landi Romolo
- Leone Francesco
- Li Causi Girolamo
- Lombardi Carlo
- Lozza Stellio
- Magnani Marino
- Maltagliati Abdon
- Marchesi Concetto
- Massini Cesare
- Massola Umberto
- Mattei Teresa
- Mezzadra Domenico (od 17.7.1946)
- Minella Angiola
- Molinelli Guido
- Montagnana Mario
- Montagnana Togliatti Rita
- Montagnaní Pietro (do 16.7.1946)
- Montalbano Giuseppe
- Moranino Francesco
- Moscatelli Vincenzo
- Musolino Eugenio
- Negarville Celeste Carlo
- Negro Antonio
- Nobile Umberto
- Noce Longo Teresa
- Novella Agostino
- Pajetta Gian Carlo
- Pajetta Giuliano
- Pastore Raffaele
- Pellegrini Giacomo
- Pesenti Antonio
- Platone Felice
- Pollastrini Elettra
- Pratolongo Giordano
- Pucci Alberto Mario
- Ravagnan Riccardo
- Reale Eugenio
- Ricci Giuseppe
- Rossi Giuseppe
- Roveda Giovanni
- Ruggeri Luigi
- Saccenti Dino
- Scarpa Sergio
- Scotti Francesco
- Secchia Pietro
- Sereni Emilio
- Sicignano Ludovico
- Silipo Luigi
- Spano Velio
- Terracini Umberto

## Krščanska demokracija (Democrazia Cristiana)
- Gronchi Giovanni
- Cingolani Mario
- Moro Aldo
- Andreotti Giulio
- Taviani Emilio Paolo
- Uberti Giovanni
- Aldisio Salvatore
- Angelini Armando
- Avanzini Ennio
- Bettiol Giuseppe
- Bosco Lucarelli Giambattista
- Braschi Giovanni
- Cappi Giuseppe
- Caronia Giuseppe
- Mastino Gesumino
- Merlin Umberto
- Ponti Giovanni
- Rodinò Ugo
- Salvatore Attilio
- Scalfaro Oscar Luigi
- Togni Giuseppe
- Adonnino Giovanni Battista
- Alberti Antonio
- Ambrosini Gaspare
- Angelucci Nicola
- Arcaini Giuseppe
- Arcangeli Alessandro
- Bacciconi Luigi
- Balduzzi Luigi
- Baracco Leopoldo
- Bastianetto Celeste (od 12.12.1946)
- Bazoli Stefano
- Bellato Angelo
- Belotti Giuseppe
- Benvenuti Lodovico
- Bertini Giovanni
- Bertola Ermenegildo
- Bertone Giovanni Battista
- Biagioni Loris
- Bianchini Laura (od 24.7.1946)
- Bonomi Paolo
- Borsellino Raimondo
- Bovetti Giovanni
- Brusasca Giuseppe
- Bubbio Teodoro
- Bulloni Pietro
- Burato Arturo
- Caccuri Edmondo
- Caiati Italo Giulio
- Campilli Pietro
- Camposarcuno Michele
- Cappa Paolo
- Cappelletti Guglielmo
- Cappugi Renato
- Carbonari Luigi
- Carboni Enrico (od 28.6.1947)
- Carignani Giovanni
- Caristia Carmelo
- Carratelli Benedetto
- Caso Giovanni
- Cassiani Gennaro
- Castelli Edgardo
- Castelli Avolio Giuseppe
- Cavalli Antonio
- Chatrian Luigi
- Chieffi Francesco
- Ciampitti Giovanni
- Ciccolungo Nicola
- Cimenti Fiorenzo
- Clerici Edoardo
- Coccia Ivo
- Codacci Pisanelli Giuseppe
- Colombo Emilio
- Colonnetti Gustavo
- Conci Elisabetta (Elsa)
- Coppi Alessandro
- Corazzin Luigi (do 3.12,1946)
- Corsanego Camillo
- Cortese Pasquale (od 14.11.1946)
- Cotellessa Mario
- Cremaschi Carlo
- D'Amico Diego (do 6.8.1947)
- De Caro Gerardo
- De Gasperi Alcide
- De Maria Beniamino
- De Martino Carmine (od 10.12.1947)
- De Michele Luigi
- De Palma Giacomo (od 17.7.1946)
- De Unterrichter Jervolino Maria
- Del Curto Giovanni
- Delli Castelli Filomena
- Di Fausto Florestano
- Dominedò Francesco Maria
- Dossetti Giuseppe
- Ermini Giuseppe
- Fabriani Arnaldo
- Falchi Battista (do 27.6.1947)
- Fanfani Amintore
- Fantoni Luciano
- Federici Agamben Maria
- Ferrarese Antonio
- Ferrario Celestino
- Ferreri Pietro (od 12.12.1946)
- Firrao Giuseppe (od 18.7.1946)
- Foresi Palmiro
- Franceschini Francesco
- Froggio Giacinto
- Fuschini Giuseppe
- Gabrieli Antonio
- Galati Vito Giuseppe
- Garlato Giuseppe
- Gatta Alessandro
- Germano Attilio
- Geuna Silvio
- Giacchero Enzo
- Giordani Igino
- Gonella Guido
- Gortani Michele (od 17.7.1946)
- Gotelli Angela
- Grandi Achille (do 27.9.1946)
- Guariento Antonio
- Guerrieri Emanuele
- Guerrieri Filippo
- Gui Luigi
- Guidi Cingolani Angela Maria
- Jacini Stefano
- Jervolino Angelo Raffaele
- La Pira Giorgio
- Lazzati Giuseppe
- Leone Giovanni
- Lettieri Raffaele
- Lizier Pietro
- Malvestiti Piero
- Mannironi Salvatore
- Manzini Raimondo
- Marazza Achille
- Marconi Pasquale
- Martinelli Mario
- Marzarotto Achille
- Mattarella Bernardo
- Mazza Crescenzo (od 14.1.1948)
- Meda Luigi
- Medi Enrico
- Mentasti Piero
- Micheli Giuseppe
- Monterisi Vito
- Monticelli Reginaldo (od 12.9.1946)
- Montini Lodovico
- Morelli Luigi
- Mortati Costantino
- Motolese Alfonso
- Murdaca Filippo
- Murgia Francesco
- Nicotra Verzotto Maria
- Notarianni Giuseppe (od 17.7.1946)
- Numeroso Raffaele (od 17.7.1946)
- Orlando Camillo (od 18.7.1946)
- Pallastrelli Giovanni
- Pastore Giulio
- Pat Bortolo Manlio
- Pecorari Fausto
- Pella Giuseppe
- Pellizzari Achille
- Perlingieri Giovanni
- Petrilli Raffaele Pio
- Piccioni Attilio
- Pignedoli Antonio
- Ponticelli Francesco (do 11.9.1946)
- Proia Alfredo
- Quarello Gioacchino
- Quintieri Adolfo
- Raimondi Giuseppe
- Rapelli Giuseppe
- Recca Raffaele
- Rescigno Matteo
- Restagno Pier Carlo
- Restivo Francesco (od 11.9.1947 do 13.11.1947)
- Riccio Stefano
- Rivera Vincenzo
- Romano Antonio
- Rosselli Enrico
- Rumor Mariano
- Saggin Mario
- Salizzoni Angelo (od 24.7.1946)
- Sampietro Umberto
- Sartor Domenico Giacomo
- Scelba Mario
- Schiratti Guglielmo
- Scoca Salvatore
- Segni Antonio
- Siles Nicola
- Spataro Giuseppe
- Stella Albino Ottavio
- Storchi Ferdinando
- Sullo Fiorentino
- Tambroni Armaroli Fernando
- Terranova Corrado
- Tessitori Tiziano
- Titomanlio Vittoria
- Tosato Egidio
- Tosi Enrico
- Tozzi Condivi Renato
- Trimarchi Michelangelo (od 11.9.1947)
- Tupini Umberto
- Turco Alessandro
- Valenti Michele
- Valmarana Giustino
- Vanoni Ezio
- Viale Ambrogio
- Vicentini Rodolfo
- Vigo Gaetano
- Volpe Calogero
- Zaccagnini Benigno
- Zerbi Tommaso
- Zotta Mario

## Demokracija dela (Democrazia del Lavoro)
- Molè Enrico
- Persico Giovanni
- Preziosi Costantino
- Basile Guido
- Bassano Carlo (do 9.9.1947)
- Cevolotto Mario
- Donati Antigono (od 11.9.1947)
- Galioto Michelangelo (od 13.9.1946 do 17.1.1947)
- Gasparotto Luigi
- Nasi Virgilio
- Pasqualino Vassallo Rosario (do 13.9.1946)
- Scotti Alessandro (od 13.9.1946)
- Veroni Dante (od 6.2.1947)

## Narodna zveza (Unione Nazionale)
- Patrissi Emilio
- Cannizzo Bartolomeo
- Coppa Ezio
- Abozzi Giuseppe
- Castiglia Pietro
- Cicerone Vincenzo
- Corsini Tommaso
- De Falco Giuseppe
- Fresa Armando
- La Gravinese Nicola
- Lagravinese Pasquale
- Maffioli Catullo
- Marina Mario
- Miccolis Leonardo
- Patricolo Gennaro
- Penna Buscemi Ottavia
- Perugi Giulio
- Puoti Renato
- Rodinò Di Miglione Mario
- Russo Perez Guido
- Selvaggi Vincenzo

## Italijanska liberalna stranka (Partito Liberale Italiano)
- De Caro Raffaele
- Cifaldi Antonio
- Badini Confalonieri Vittorio
- Bellavista Girolamo
- Bonino Uberto
- Cannizzo Bartolomeo (od 19.1.1948)
- Colonna di Paliano Carlo
- Condorelli Orazio
- Cortese Guido
- Crispo Amerigo
- Croce Benedetto
- Cuomo Giovanni
- Einaudi Luigi
- Fusco Giuseppe
- Galioto Michelangelo
- Lucifero d'Aprigliano Roberto
- Martino Gaetano
- Morelli Renato
- Perrone Capano Giuseppe
- Quintieri Quinto
- Rubilli Alfonso
- Villabruna Bruno

## Mešana skupina (Gruppo Misto)
- Bergamini Alberto
- Covelli Alfredo
- Benedetti Tullio
- Benedettini Luigi Filippo (od 17.1.1947)
- Bonomi Ivanoe
- Bruni Gerardo
- Buonocore Giuseppe (od 17.1.1947)
- Caroleo Francesco (od 17.1.1947)
- Castrogiovanni Attilio (od 24.7.1946)
- Corbino Epicarmo (do 17.1.1947)
- Corbino Epicarmo (od 24.7.1947 du 14.11.1947)
- Damiani Ugo
- De Falco Giuseppe (do 15.11.1947)
- De Martino Carmine (do 9.12.1947)
- Fabbri Gustavo
- Finocchiaro Aprile Andrea
- Fresa Armando (od 27.2.1947 do 15.11.1947)
- Gallo Concetto
- Mazza Crescenzo (od 7.11.1947 do 14.1.1948)
- Orlando Vittorio Emanuele
- Patricolo Gennaro (do 14.11.1947)
- Patrissi Emilio (do 15.11,1947)
- Ruini Meuccio
- Russo Perez Guido (od 7.11.1947 do 14.11.1947)
- Varvaro Antonino
- Vilardi Giuseppe (od 27.8.1947)

## Italijanska socialistična partija (Partito Socialista Italiano)
- De Michelis Paolo
- Nenni Pietro
- Barbareschi Gaetano
- Canevari Emilio
- Lami Starnuti Edgardo
- Carpano Maglioli Ernesto
- Cosattini Giovanni
- Fioritto Domenico
- Luisetti Virgilio
- Malagugini Alcide
- Salerno Nicola
- Treves Paolo
- Vernocchi Olindo
- Alberti Giuseppe (od 18.7.1946 do 23.7.1946)
- Amadei Leonetto
- Arata Giuseppe (do 3.2.1947)
- Bartalini Ezio (od 14.11.1947)
- Basso Lelio
- Battisti Luigi (do 14.12.1946)
- Bennani Luigi (do 3.2.1947)
- Bernardi Adriano
- Bernini Ferdinando
- Bianchi Bianca (do 3.2.1947)
- Bianchi Costantino
- Binni Walter (do 3.2.1947)
- Bocconi Alessandro (do 3.2.1947)
- Bonfantini Corrado (do 3.2.1947)
- Bonomelli Oreste
- Buffoni Francesco
- Cacciatore Luigi
- Cairo Arrigo (do 3.2.1947)
- Caldera Carlo
- Calosso Umberto (do 3.2.1947)
- Canepa Giuseppe (do 3.2.1947)
- Caporali Giovanni Ernesto (do 21.2.1947)
- Carboni Angelo (od 17.7.1946 do 3.2.1947)
- Carmagnola Luigi
- Cartia Giovanni (do 3.2.1947)
- Chiaramello Domenico (od 17.7.1946 do 3.2.1947)
- Corsi Angelo (do 3.2.1947)
- Cosattini Giovanni
- Costa Gastone
- Costantini Antonio
- D'Aragona Ludovico (do 3.2.1947)
- Di Giovanni Eduardo (do 3.2.1947)
- Di Gloria Calogero (do 3.2.1947)
- Dugoni Eugenio
- Faccio Luigi
- Faralli Vannuccio
- Fedeli Aldo
- Fietta Cornelio (do 3.2.1947)
- Filippini Giuseppe (do 3.2.1947)
- Fiorentino Giosuè
- Fogagnolo Alberto
- Fornara Piero
- Ghidini Gustavo (do 3.2.1947)
- Ghislandi Guglielmo
- Giacometti Guido
- Giua Michele
- Grazi Enrico (od 17.7.1947)
- Grazia Verenin
- Greppi Antonio (do 18.9.1946)
- Grilli Umberto (do 3.2.1947)
- Gullo Rocco (do 3.2.1947)
- Jacometti Alberto
- Lizzadri Oreste
- Lombardi Giovanni (do 29.10.1946)
- Lombardo Ivan Matteo
- Longhena Mario (do 3.2.1947)
- Lopardi Emidio
- Lupis Giuseppe (od 17.7.1946 do 3.7.1947)
- Mancini Pietro
- Mariani Enrico
- Mariani Francesco
- Matteotti Carlo
- Matteotti Matteo (do 3.2.1947)
- Mazzoni Nino (do 3.1.1947)
- Merighi Mario
- Merlin Angelina Livia
- Modigliani Giuseppe Emanuele (do 3.2.1947)
- Momigliano Riccardo (do 3.2.1947)
- Montemartini Gabriele Luigi (do 3.2.1947)
- Morandi Rodolfo
- Morini Attilio (do 3.2.1947)
- Musotto Francesco
- Nobili Oro Tito Achille
- Pera Giovanni Battista (do 3.2.1947)
- Pertini Sandro
- Piemonte Giuseppe Ernesto (do 3.2.1947)
- Pieri Gino
- Pignatari Aldo Enzo (do 3.2.1947)
- Pistoia Umberto (od 24.7.1947)
- Pressinotti Pietro
- Preti Luigi (do 3.2.1947)
- Priolo Antonio
- Romita Giuseppe
- Rossi Paolo (di 3.2.1947)
- Ruggiero Carlo (do 3.2.1947)
- Sansone Luigi Renato (od 12.12.1946)
- Saragat Giuseppe (do 3.2.1947)
- Segala Mario (do 3.2.1947)
- Silone Ignazio (do 3.2.1947)
- Simonini Alberto (do 3.2.1947)
- Stampacchia Vito Mario
- Taddia Gherardo Ruggero
- Targetti Ferdinando
- Tega Renato
- Tomba Tullio
- Tommaso Angelo Tonello
- Tonetti Giovanni
- Tremelloni Roberto (od 26.9.1946 do 3.2.1947)
- Vigna Oberdan
- Vigorelli Ezio (do 3.2.1947)
- Villani Ezio (do 3.2.1947)
- Vinciguerra Ireneo
- Vischioni Felice
- Zagari Mario (od 24.7.1946 do 3.2.1947)
- Zanardi Francesco (do 3.2.1947)
- Zannerini Emilio
- Zappelli Luigi

## Socialna stranka italijanskih delavcev (Partito Socialista dei Lavoratori Italiani)
- Gullo Rocco
- Modigliani Giuseppe Emanuele
- Canevari Emilio
- D'Aragona Ludovico
- Lami Starnuti Edgardo
- Preti Luigi
- Carboni Angelo
- Corsi Angelo
- Persico Giovanni
- Salerno Nicola
- Treves Paolo
- Arata Giuseppe (od 3.2.1947)
- Bennani Luigi (od 3.2.1947)
- Bianchi Bianca (od 3.2.1947)
- Binni Walter (od 3.2.1947)
- Bocconi Alessandro (od 3.2.1947)
- Cairo Arrigo (od 3.2.1947)
- Calosso Umberto (od 3.2.1947)
- Canepa Giuseppe (od 3.2.1947)
- Canevari Emilio (od 3.2.1947)
- Caporali Giovanni Ernesto (od 3.2.1947)
- Cartia Giovanni (od 3.2.1947)
- Chiaramello Domenico (od 3.2.1947)
- Di Giovanni Eduardo (od 3.2.1947)
- Di Gloria Calogero (od 3.2.1947)
- Fietta Cornelio (od 3.2.1947)
- Filippini Giuseppe (od 3.2.1947)
- Ghidini Gustavo (od 3.2.1947)
- Grilli Umberto (od 3.2.1947)
- Longhena Mario (od 3.2.1947)
- Matteotti Matteo (od 3.2.1947)
- Mazzoni Nino (od 3.2.1947)
- Momigliano Riccardo (od 3.2.1947)
- Montemartini Gabriele Luigi (od 3.2.1947)
- Morini Attilio (od 3.2.1947)
- Paris Danilo (od 3.2.1947)
- Pera Giovanni Battista (od 3.2.1947)
- Piemonte Giuseppe Ernesto (od 3.2.1947)
- Pignatari Aldo Enzo (od 3.2.1947)
- Rossi Paolo (od 3.2.1947)
- Ruggiero Carlo (od 3.2.1947)
- Sapienza Giuseppe (od 3.2.1947)
- Saragat Giuseppe (od 3.2.1947)
- Segala Mario (od 3.2.1947)
- Silone Ignazio (od 3.2.1947)
- Simonini Alberto (od 3.2.1947)
- Taddia Gherardo Ruggero (od 3.2.1947)
- Tremelloni Roberto (od 3.2.1947)
- Vigorelli Ezio (od 3.2.1947)
- Villani Ezio (od 3.2.1947)
- Zagari Mario (od 3.2.1947)
- Zanardi Francesco (od 3.2.1947)

## Italijanska republikanska stranka (Partito Repubblicano Italiano)
- Facchinetti Cipriano
- Macrelli Cino
- Pacciardi Randolfo
- Macrelli Cino
- Zuccarini Oliviero
- Camangi Ludovico
- Mazzei Vincenzo
- Santi Ettore
- Azzali Leone (od 15.1.1948)
- Azzi Arnaldo
- Bellusci Giuseppe Salvatore
- Bernabei Bruno (od 6.6.1947 do 23.12.1947)
- Chiostergi Giuseppe
- Conti Giovanni
- De Mercurio Ugo
- De Vita Francesco
- Della Seta Ugo
- Grisolia Girolamo (do 18.1.1947)
- La Malfa Ugo
- Magrassi Eliseo Giovanni (od 3.7.1947)
- Magrini Luciano
- Marinelli Oddo (od 14.11.1947)
- Martino Enrico (do 2.7.1947)
- Mazzei Vincenzo
- Lamantea Natoli Aurelio (do 2.7.1947)
- Pacciardi Randolfo
- Paolucci Silvio
- Parri Ferruccio
- Perassi Tomaso
- Santi Ettore (od 18.7.1946)
- Sardiello Gaetano
- Sforza Carlo
- Spallicci Aldo (od 24.7.1946)

## Narodna demokratska zveza (Unione Democratica Nazionale)
- Einaudi Luigi
- Nitti Francesco Saverio
- Orlando Vittorio Emanuele
- Grassi Giuseppe
- Bozzi Aldo
- Cifaldi Antonio
- Badini Confalonieri Vittorio (do 17.1.1947)
- Bellavista Girolamo (do 17.1.1947)
- Bonino Uberto (do 17.1.1947)
- Candela Giuseppe
- Carandini Nicolò (fino al 16 luglio 1947)
- Cortese Guido (do 17.1.1947)
- Crispo Amerigo (do 17.1.1947)
- Croce Benedetto (do 17.1.1947)
- Cuomo Giovanni (do 17.1.1947)
- De Caro Raffaele (do 17.1.1947)
- Fusco Giuseppe (do 17.1.1947)
- Labriola Arturo
- Martino Gaetano (do 17.1.1947)
- Morelli Renato (od 16.7.1946 do 17.1.1947)
- Paratore Giuseppe
- Perrone Capano Giuseppe (do 17.1.1947)
- Porzio Giovanni
- Quintieri Quinto (do 17.1.1947)
- Reale Vito
- Rubilli Alfonso (do 17.1.1947)
- Tripepi Domenico
- Vallone Luigi
- Villabruna Bruno (do 17.1.1947)
- Visocchi Guglielmo (do 10.12.1946)